# Eukoenenia brolemanni
Espèce
Synonymes
- Koenenia brolemanni Hansen, 1926

Eukoenenia brolemanni est une espèce de palpigrades de la famille des Eukoeneniidae.

## Distribution
Cette espèce est endémique d'Occitanie en France. Elle se rencontre dans la grotte de Valmanya à Valmanya dans les Pyrénées-Orientales.

## Étymologie
Cette espèce est nommée en l'honneur de Henry Wilfred Brolemann.

## Publication originale
- Hansen, 1926 : Biospeologia, 53. Palpigradi, (2e série). Archives de zoologie expérimentale et générale, vol. 65, p. 167-180.